# Lommiswil
Lommiswil est une commune suisse du canton de Soleure, située dans le district de Lebern.

Vue aérienne (1949)